# Demòcrates (filòsof epicuri)
Demòcrates (en llatí Democrates, en grec Δημοκράτης) va ser un filòsof epicuri grec que segons Plutarc va rebre l'encàrrec d'Epicur de copiar totes les seves obres.
Plutarc esmenta tanmateix a un filòsof de nom Demòcrates que vivia a Atenes l'any 340 aC i que probablement era la mateixa persona.